# Comptabilité en partie double
 (mai 2019).
Si vous disposez d'ouvrages ou d'articles de référence ou si vous connaissez des sites web de qualité traitant du thème abordé ici, merci de compléter l'article en donnant les références utiles à sa vérifiabilité et en les liant à la section « Notes et références ».
La comptabilité en partie double est un système de comptabilité utilisé par toutes les entreprises et organisations de taille significative. Elle se distingue de la comptabilité dite « en partie simple » (dans laquelle on enregistre seulement le montant d'une opération), en ce qu'elle enregistre d'une part l'origine des fonds, d'autre part leur destination. Dans une opération il y a donc au moins un ou plusieurs comptes « crédités », et un ou plusieurs comptes « débités », la somme des premiers devant être égale à la somme des seconds. Il faut donc plus d'écritures et de savoir-faire, mais en contrepartie il y a plusieurs avantages : la situation de chaque compte peut être connue à tout moment ; les erreurs (ou les fraudes) sont plus facilement détectées car à tout moment la somme des débits doit être égale à celle des crédits et il est possible de vérifier que les nombres donnés par un compte correspondent bien à la réalité physique à laquelle il est associé (par exemple, le compte de caisse numéraire et le contenu physique d'argent dans la caisse) ; enfin il est possible d'enregistrer les dettes et donc des opérations futures (alors que la partie simple n'est capable d'enregistrer que des opérations passées).
Elle est fondée sur l'idée selon laquelle les opérations et la situation financière d'une organisation peuvent être représentées par des comptes, qui représentent les destinations ou les sources de fonds, internes à l'entité (les machines, les stocks de matières premières, ceux de produits, la caisse de monnaie, etc.) ou extérieurs (les fournisseurs, les clients, les banques, les filiales, l'état, etc.). Chaque compte contient l'historique des modifications de la valeur monétaire d'un aspect particulier de l'organisation.
Pour des raisons pratiques et fiscales, les comptes de comptabilité générale sont normalisés (en France, fixés par le plan comptable général).
Le terme « partie double » est parfois pris au seul sens « comptabilité générale ». Cette association est impropre, car il existe des comptabilités analytiques tenues en partie double.

## Historique
De récentes découvertes (papyrus Boulaq 18) semblent indiquer qu'en Égypte antique, il y a environ 3 700 ans, cette technique était déjà connue[réf. nécessaire]. 
En Occident, La comptabilité en partie double a été codifiée par Luca Pacioli à la fin du XVe siècle dans le traité de comptabilité « Tractatus XI particularis de computibus et scripturis » publié à Venise en 1494, un des premiers textes à bénéficier de l'invention de l'imprimerie. Néanmoins, ce système était déjà d'emploi fréquent dans les banques italiennes depuis la fin du XIIIe siècle. 
Après Pacioli, la comptabilité en partie double fut recommandée aux princes et États modernes par plusieurs experts, parmi lesquels Simon Stevin (La Dîme), le financier Antoine Pâris ou le ministre Nicolas François Mollien. L'économiste Werner Sombart est l'auteur d'une analyse fine de la diffusion de cette technique (Capitalisme Moderne, 1928), en laquelle il voit même une des conditions de l'émergence du capitalisme.
L’objet du système était d'obtenir la variation de valeur de l'entreprise pendant une période donnée, expliquée par la variation des soldes des différents comptes. Toute variation d'un compte était expliquée par le solde précédent et les mouvements de la période. Le contrôle par balance carrée des mouvements détaillés dans les journaux et dans les balances de soldes garantissait contre les erreurs d'écritures fréquentes lors des reports manuels entre journal et livre de compte.
Avant son invention était tenue une comptabilité en partie simple, qui ne permettait pas de recoupements faciles. Elle était propice aux disparitions inexpliquées de ressources.

## Principes de base
Dans son principe, l'inscription d'un montant dans un compte « implique toujours la mention d'un montant exactement opposé dans un autre compte », ce qui facilite les recoupements et la trace des disparitions. Impérativement, l'un des deux comptes doit être débité et l'autre doit être crédité de manière à établir la contrepartie. Cette double mention matérialise aussi la dualité de flux impliqués dans chaque transaction comptable : d'une part, l'origine, d'autre part, la destination.
La balance comptable, si elle est équilibrée (total des soldes créditeurs = total des soldes débiteurs), permet de vérifier que ce principe a bien été respecté lors de l'enregistrement d'un ensemble d'opérations (même s'il est toujours possible que deux erreurs se « compensent »).

### Débit et crédit
Crédit et débit sont deux notions complémentaires : à toute opération correspond au moins un débit dans un compte et un crédit dans un autre (une même opération peut combiner plusieurs débits et plusieurs crédits). Ce sont des notions de flux (des variations par rapport à la situation antérieure) et non des notions de stock. 
Un crédit est une ressource qui est utilisée dans l'opération : ce peut être une réduction du patrimoine, l'actif, un emprunt (= une dette nouvelle, une augmentation de l'endettement : voir passif), une augmentation du produit…
Un débit est un emploi de cette ressource par l'opération : ce peut être un achat, une augmentation du patrimoine (l'actif),  une réduction des sommes dues (remboursement d'emprunt, réduction du passif), une réduction du produit ou une augmentation des charges…
L'extrait de compte fourni par le banquier fonctionne « à l'envers », parce qu'il est établi du point de vue de la banque : les sommes que le client verse ou fait verser sur son compte (salaires, etc.) constituent pour la banque une ressource (un crédit ; simultanément, cela augmente la dette de la banque à l’égard de son client, ou réduit la dette du client à son égard s’il est « débiteur »), alors que les sommes retirées (paiement de chèques, carte bleue, etc.) constituent une utilisation (= débit). Du point de vue du client de la banque, s'il utilise une comptabilité en partie double lui-même, ce que la banque appelle crédit (une entrée d'argent) est un débit (c'est une utilisation de l'argent), et inversement (un débit pour la banque est une ressource de son client, donc, pour lui, un crédit) ; ainsi, les principes de la comptabilité en partie double restent respectés même entre le client et la banque : dans une opération il y a débit d'un côté et crédit de l'autre côté.

## Exemple de l'achat d'un véhicule
Une entreprise qui achète un véhicule 10 000 € augmente son patrimoine, puisqu'elle acquiert un véhicule. C'est un débit. En contrepartie, elle doit payer ce véhicule, donc faire diminuer sa trésorerie, événement que l'on inscrit au crédit. On passera l'écriture suivante  :
| Intitulés                                 | Débit  | Crédit |
| ----------------------------------------- | ------ | ------ |
| Compte Mobilier et matériel roulant (MMR) | 10 000 |        |
| Compte de valeurs disponibles             |        | 10 000 |

La première ligne représente le débit, la deuxième le crédit. Le fournisseur n'est pas identifié et n'a pas de compte dans cette présentation. En réalité, le paiement est généralement dissocié de la livraison du véhicule, et il y deux opérations : 
L'entreprise inscrira le véhicule au débit et constatera que son fournisseur est devenu un créditeur (l'entreprise lui doit de l'argent) :
| Intitulés             | Débit  | Crédit |
| --------------------- | ------ | ------ |
| Compte MMR            | 10 000 |        |
| Compte de fournisseur |        | 10 000 |

Quand elle réglera (éventuellement en plusieurs fois), l'entreprise passera une écriture de débit au compte du fournisseur, et une de crédit à un compte de valeur (la caisse, un compte en banque, etc.). Par exemple, pour un réglement en cinq échéance, il y aurait cinq opérations de 2000 comme suit :
| Intitulés                     | Débit | Crédit |
| ----------------------------- | ----- | ------ |
| Compte de fournisseur         | 2 000 |        |
| Compte de valeurs disponibles |       | 2 000  |

À tout moment l'entreprise saura combien elle doit toujours au fournisseur, jusqu'à ce que l'opération soit terminée, c'est-à-dire quand dans le compte fournisseur, le débit et le crédit de 10 000 € auront été compensés et le compte créditeur du fournisseur tombé à zéro.

## Avantages
Cette technique permet de faire des retraits sans savoir faire des soustractions. Le compte crédité additionne les retraits. Le compte débité additionne les ajouts. Cet avantage indéniable à l'époque de son développement est aujourd'hui un désavantage en créant deux comptes vus séparément pour une même réalité.[réf. nécessaire]
Cette technique est plus complexe que la comptabilité en partie simple, qui ne retrace les opérations que d'un seul compte, mais elle à plusieurs avantages importants.
- elle permet de suivre un nombre qui peut être considérable de comptes en même temps.

- les comptes peuvent être plus ou moins détaillés en fonction des besoins ; par exemple un fournisseur (ou un client) mineur peut n'avoir qu'un seul compte qui lui correspond, un autre plus important peut en avoir plusieurs.

- elle permet d'enregistrer non seulement les opérations financières immédiates, mais aussi les opérations différées dans le temps : les sommes dues de façon certaine comme les achats à règlement différé ou les emprunts (ou même celles dues de façon seulement possible, comme les provisions pour risques) sont enregistrées comme crédit dans le compte correspondant à l'entité envers laquelle la somme est due. Et inversement, les prêts sont enregistrés comme débit.

- elle permet à tout instant d'assurer que la richesse et les avoirs (ce que l'entreprise possède, qui est au débit) sont égaux aux dettes (ce que l'entreprise doit, qui est inscrit au crédit). Si de la richesse est créée, elle sera finalement mise au crédit du compte du résultat. On fait ainsi toujours correspondre une opération de recette ou de dépense avec un moyen de la réaliser.

Ceci donne une image la plus fidèle possible de l'état des richesses d'un organisme à tout moment et de ses interactions avec les différents acteurs dont il dépend.
Certaines opérations (avec TVA par exemple) font entrer en jeu plusieurs débits et plusieurs crédits dont les sommes des débits doivent être égales aux sommes des crédits. Elle recourt à un plan comptable pour catégoriser les opérations, mais chaque compte peut être débité ou crédité et dispose donc d'au moins deux colonnes.
L'historique des écritures reflète ainsi à chaque date la photographie de la situation financière de l'entreprise, avec ses acquis, l'état de sa trésorerie, l'évaluation des risques, ses dettes et ses créances. Cette technique offre en outre des garanties de cohérence beaucoup plus grande que celle d'une comptabilité simple. L'égalité entre les débits et les crédits permet, en effet, des contrôles sous plusieurs angles de la rigueur de la comptabilité. Notamment, le solde des comptes de bilan et celui des comptes de résultats doivent être égaux d'une part et s'équilibrer d'autre part  : l'un créditeur (somme des crédits supérieure à celle des débits) et l'autre débiteur (somme des débits supérieure à celle des crédits).
Ce système ne garantit pas complètement contre l'erreur ou la fraude, mais il permet d'en prévenir et détecter certaines. Si par exemple deux chèques sont émis pour un même achat ayant fait l'objet d'une seule écriture comptable, le compte de la banque tenue par l'entreprise et le relevé émis par la banque ne correspondront plus, et l'écart, égal au montant du chèque, permettra de remonter à la source de l'erreur (ou de la fraude). Ou encore, si le chèque n'a pas été émis au nom du bon fournisseur, celui qui devait le recevoir ne manquera pas de le souligner et on pourra vérifier l'état de son compte vu de l'entreprise. Pour frauder tout en maintenant le principe débit=crédit, il faudra produire des pièces comptables inventées ou trafiquées, affectés des opérations sur de mauvais comptes, etc. Parfois ce sont des systèmes virtuels très sophistiqués qui sont employés.
Les systèmes modernes largement informatisés enregistrent les flux d'événements en partie simple et ne les convertissent en écritures qu'en fin de période, aussi bien dans les journaux que dans les comptes. Il n'y a pratiquement plus de risque de déséquilibre formel des balances (lorsque le programme est au point). Le contrôle de l'exactitude des comptes est renvoyé sur chacun des sous-ensembles informatiques concernés qui enregistrent les événements de façon séquentielle.